# كيتي كينغ
كيتي كينغ (بالإنجليزية: Kitty King)‏ هي فارسة ‏ بريطانية، ولدت في 10 أغسطس 1982.

## وصلات خارجية
- كيتي كينغ على موقع أوليمبيديا (الإنجليزية)
- كيتي كينغ على موقع اللجنة الأولمبية البريطانية (الإنجليزية)